# Najlepše žene tek dolaze
»Najlepše žene tek dolaze« je skladba in tretji single glasbene skupine Hazard. Single je bil izdan leta 1982 pri založbi ZKP RTV Ljubljana. Avtor glasbe je Tadej Hrušovar, avtor besedila pa Dušan Velkaverh.

## Seznam skladb
| A stran | A stran                                                                    | A stran |
| Št.     | Naslov                                                                     | Dolžina |
| ------- | -------------------------------------------------------------------------- | ------- |
| 1.      | „Najlepše žene tek dolaze‟ (Tadej Hrušovar/Dušan Velkaverh/Tadej Hrušovar) | 3:16    |

| B stran | B stran                                                       | B stran |
| Št.     | Naslov                                                        | Dolžina |
| ------- | ------------------------------------------------------------- | ------- |
| 1.      | „Treba biti jak‟ (Tadej Hrušovar/Dušan Velkaverh/Dani Gančev) | 4:05    |

## Zasedba
- Dominik Trobentar – vokal, bas kitara
- Braco Doblekar – saksofon, konge, vokal
- Miro Čekeliš – bobni
- Dare Petrič – kitara
- Dani Gančev – klaviature, bas kitara, vokal